# Fender Musical Instruments Corporation
Fender Musical Instruments Corporation, mais conhecida por Fender, é um dos maiores e mais importantes fabricantes de guitarras, amplificadores e baixos do mundo, e também o nome da empresa que comercializa o mesmo nome. Foi fundada por Leo Fender na década de 1940.

## Importância na música

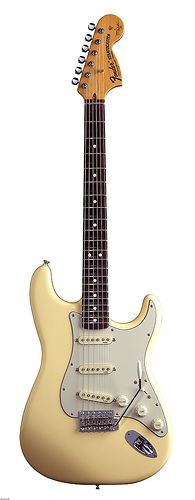
Exemplo de guitarra Fender modelo Stratocaster de Yngwie Malmsteen.

A história de décadas da Fender é a de maior notoriedade no período de existência das guitarras de corpo sólido. Algum de seus principais produtos são a Stratocaster, a Telecaster e os baixos Fender Precision Bass e Jazz Bass.
No final dos anos 1960, músicos como Jimi Hendrix, The Who tocavam guitarras Fender, já nos anos 1970, Eric Clapton, Mark Knopfler entre outros gravaram com ela. A fusão de jazz, country, rock e blues alcançou novos níveis e encontrou uma base comum no som de Leo Fender. Colecionadores apreciaram como os corpos maciços mudaram a história da música. Admiradas e tocadas no mundo todo, as guitarras Fender contribuíram para a globalização dos valores culturais ocidentais, especialmente nos países comunistas do leste Europeu. O escritor Jim Washburn chegou até a sugerir que as guitarras Fender fizeram mais para enfraquecer a cortina de ferro que os mísseis intercontinentais.

## História
No início da década de 1930, o texano Leo Fender descobriu como aprimorar o som dos instrumentos amplificados: Produzir instrumentos de corpo sólido. A ideia simples e inovadora poderia se tornar rentável, caso entrasse em linha de produção.
Antes de trabalhar com guitarras elétricas, Fender trabalhou com rádios e fonógrafos. Em 1944, ele e o músico/inventor Doc Kaufmann patentearam o captador montado em um corpo sólido único. Esta coisa crua, impossível de se tocar, parecia no máximo um projeto de feira escolar de ciências, mas resultou na quase sociedade chamada K&F (Kaufmann & Fender) Manufacturing. K&F fabricou guitarras elétricas e amplificadores em um barracão nos fundos da loja de rádios de Fender na região central de Fullerton, Califórnia. Kauffmann uma vez disse, "Sim, eu ajudei Leo a começar um negócio de US$234 milhões!"

## Alcançando o sucesso
Amparado pelo sucesso da K&F, Fender viu sua chance de ultrapassar as outras empresas de guitarra ser eliminada do mercado musical pela Segunda Guerra Mundial. Kauffmann estava um pouco desconfiado e desistiu no início de 1946, um ato que levou à mais importante virada desta história. Leo fundou então a Fender Manufacturing Company, que logo tornou-se a Fender Electric Instrument Company. Em 3 de maio de 1946 ele obteve a licença de edificação nº 5484 na prefeitura de Fullerton, e construiu dois edifícios com estrutura de aço com paredes de metal corrugado --- um lugar para tocar o negócio a sério. Em 1947 a linha Fender incluía os lendários amplificadores com gabinete de madeira e guitarras de madeira dura. Embora a operação tenha patinado nestes primeiros meses, ela logo embarcou na onda de prosperidade que se seguiu à guerra. Don Randall, que trabalhava para o distribuidor de Fender (The Radio and Television Equipment Company, ou Radio-Tel, de F.C. Hall), cuidava das vendas. Em fins de 1940 muitos músicos consideravam Fender como o principal inovador em projetos de instrumentos, e a empresa obteve endosso das maiores bandas de swing do oeste e dos melhores guitarristas da época.
Fender começou a trabalhar no item mais óbvio de seu catálogo - uma guitarra de corpo sólido - em 1949. Há muitos relatos confusos sobre o que aconteceu depois, mas é suficiente dizer que George Fullerton, o gerente de produção da fábrica na época, ajudou a fazer o protótipo. Logo uma segunda peça foi completada. A Radio Tel introduziu a Esquire de um único captador em abril de 1950, antes que a fábrica estivesse pronta para produzi-la em quantidade, e antes que o projeto final tivesse sido definido. Complicando ainda mais as coisas, Leo também planejava um modelo Esquire com dois captadores. Enquanto isso, Randall se ocupava em controlar os danos causados pelo acúmulo de pedidos não atendidos.

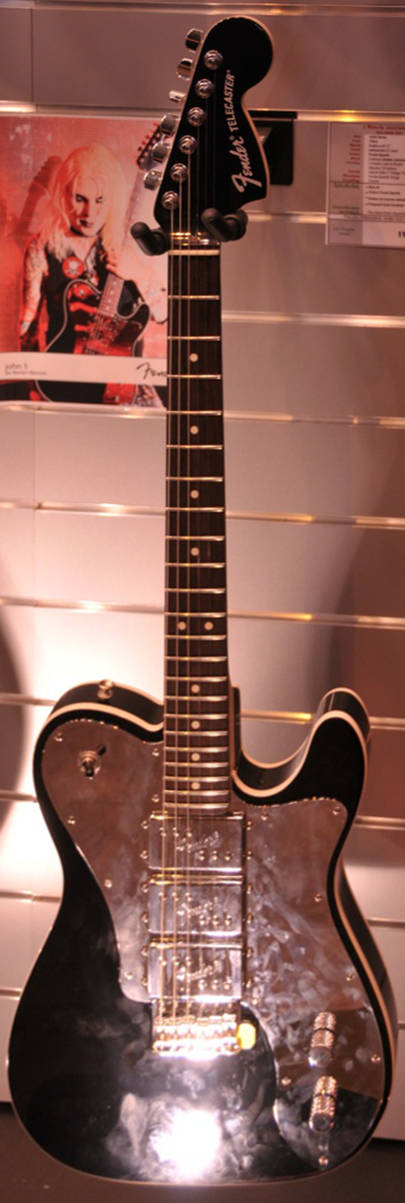
Uma Fender Telecaster modelo de John 5.

Fender necessitava de mais espaço para trabalhar, e acrescentou uma ala em concreto à sua fábrica em maio de 1950. Adquiriu também máquinas-ferramenta adicionais, necessárias à produção de guitarras, começando uma produção limitada no verão daquele ano. Mas Randall temia que os braços, sem um reforço, pudessem empenar, e implorou a Leo que resolvesse o problema antes de embarcar mais instrumentos. Após vários meses de atraso, Leo projetou uma barra de tensão de reforço. Em novembro a guitarra com dois captadores entrou em produção plena como o modelo Broadcaster, surgindo pela primeira vez em uma lista de preços de dezembro de 1950. A fábrica produziu o modelo até a terceira semana de fevereiro de 1951, quando Randall abandonou o nome devido a um pedido da Gretsch (que produzia as baterias e banjos Broadkaster). Em alguns dias a Broadcaster tornou-se a Telecaster. (A Esquire de um único captador entrou em produção plena, com tensor no braço, em janeiro de 1951.)
Depois que Fender introduziu suas guitarras padrão, ele inventou o Fender Precision Bass, outro marco no projeto de instrumentos musicais. Mais do que simplesmente um novo modelo, ele personificava uma nova classe de instrumento: um baixo totalmente elétrico, com trastes, empunhado e tocado como uma guitarra, livrando os baixistas de seus baixos acústicos, que eram difíceis de se ouvir em orquestras e shows. Outros fabricantes agarraram a ideia e fizeram instrumentos similares, mas o P-Bass, em suas várias encarnações, e o Jazz Bass que se seguiu iriam tornar-se os baixos elétricos mais populares jamais feitos. A excitação que criaram entre grandes músicos como Lionel Hampton e Monk Montgomery ajudaram Fender a entrar ainda mais profundamente nos domínios do jazz e da música popular. Em 1953, Fender, Randall, Hall e o vendedor Charlie Hayes formaram a Fender Sales, Inc., que substituiu a Radio Tel na comercialização das Fenders. A fábrica foi transferida para instalações maiores, três novos edifícios na S. Raymond Avenue, 500, em Fullerton. Leo concentrou-se na introdução da Stratocaster, um modelo mais luxuoso, necessário para competir com Gibson e Gretsch. Ela estava destinada a tornar-se a guitarra elétrica mais aclamada pelos músicos, a primeira a ser projetada tendo em mente o conforto do músico e a facilidade de execução. Seu vibrato embutido colocou um som brilhante (e um bombardeiro de mergulho) nas pontas dos dedos dos músicos. Em carta escrita em abril de 1954, Randall prometia embarcar as primeiras Stratocasters em 15 de maio.
Leo contratou Forrest White, um engenheiro industrial de que a empresa necessitava desesperadamente, em 20 de maio de 1954. Ele lidava com a maioria das operações rotineiras da fábrica, incluindo a expansão durante o período de crescimento mais rápido da Fender. Em 1958, a empresa tinha 9 edifícios, 29 em 1964. Apesar de um começo tosco e atribulado, ela emergiu como um modelo para a indústria. Fender fez violinos elétricos, steels, bandolins, e amplificadores lendários. A guitarra Jazzmaster, introduzida em 1958, mudou poucas mentes nos círculos de jazz, mas abriu seu próprio caminho no seio de uma subcultura musical adolescente, causando furor entre bandas que imitavam Dick Dale e The Ventures. Modelos adicionais de guitarras dos anos 1960 eventualmente incluíram a Jaguar, a Mustang, Electric-XII (guitarra elétrica de 12 cordas), Bass VI, e instrumentos acústicos. Fender queria satisfazer as necessidades dos músicos e dos revendedores de música, mesmo que isto significasse fazer algumas guitarras com apelo limitado. Vários guitarristas utilizam guitarras Fenders, Como David Gilmour, Eric Clapton, Jeff Beck, Jim Root, Mark Knopfler, Ritchie Blackmore, Richie Sambora, Dave Murray, Jimi Hendrix, Muddy Waters, Buddy Guy, Janick Gers, Yngwie Malmsteen, John Frusciante, Eric Johnson, Stevie Ray Vaughan, Buddy Holly.

## A venda da Fender
A Fender foi, de longe, a mais importante formadora de tendências no início dos anos 1960; entretanto, Leo preocupava-se com a possibilidade de a tecnologia do transistor tirá-lo do negócio. Ele também sofria de uma persistente infecção que minava suas energias. Por volta do começo dos anos 1960, o inventor decidiu vender a empresa. Randall e Fender que haviam se tornado os únicos sócios em 1955 fizeram um acordo com a CBS por $13 milhões, efetivo em 5 de janeiro de 1965. Essa fase da fábrica duraria exatos 20 anos.
A CBS-Fender continuou a crescer implacavelmente à medida que a guitarra tornou-se uma instituição. Em 1979, vendeu mais de 40.000 instrumentos por ano, mas não sem problemas. Cópias, e principalmente as crescentes importações do Japão, minaram os lucros da corporação. Os Estados Unidos entraram em uma recessão, e o interesse por guitarras diminuiu; os adolescentes preferiam comprar vídeo games. No princípio dos anos 1980 a CBS percebeu que a Fender necessitava de reparos, e recrutou uma nova equipe de gerenciamento. William Schultz tornou-se presidente da Fender. Em 1982, a empresa retornou aos modelos originais torneados por Leo, pré - CBS, e começou a fazer reedições vintage baseadas nas especificações originais. Schultz embarcou em um programa de modernização muito necessário, embora tardio. Ainda assim, os lucros caíram. O trabalho continuou na fábrica de Fullerton onde o emprego havia caído de um pico histórico de 1.100 empregados para 90. Em 1984 a CBS decidiu vender a empresa, e um grupo de investidores liderado por Schultz comprou o nome e a distribuição por US$12,5 milhões em março de 1985.
A Fender logo abriu uma oficina em Corona, Califórnia, e concentrou-se na qualidade, em vez da quantidade. Introduziu os modelos American Standard: primeiro a Stratocaster e depois a Telecaster. A imagem da Fender, obscurecida pela CBS, voltou a brilhar. Quando a nova fábrica aumentou sua capacidade, as taxas de câmbio favoreciam as exportações de produtos feitos nos Estados Unidos. Em uma notável virada, o negócio prosperou como uma fênix renascida das cinzas. O que começara como uma área de 4.200 m² dedicada a guitarras em 1985, tornou-se uma instalação de 24.000 m² em 1990. Outra fábrica foi acrescentada no México. Mais importante, toda a empresa, incluindo a Custom Shop (que produz instrumentos limitados, exclusivos e mais caros), recém estabelecida, começou a determinar novos padrões para a indústria. A primeira metade dos anos 1990 trouxe novos modelos de guitarra, uma Custom Shop expandida, e a Custom Amp Shop. A empresa é antiga, mas certamente não está cansada! Alguns modelos fabricados por ela são:

## Alguns Modelos Famosos de Guitarras Fender
- Stratocaster ®
- Telecaster ®
- Jaguar ®
- Jazzmaster ®
- Mustang ®
- Duo-Sonic ®
- Musicmaster ®

## A Fender no Brasil
Entre os anos 1992 e 1995, a Giannini, indústria brasileira de instrumentos musicais, produziu sob licença da Fender americana (e sob um rigoroso controle de qualidade) um modelo de guitarra Stratocaster e outro de baixo Jazz Bass. A linha ficou conhecida como  Southern Cross . O grande responsável por isso foi Carlos Assale, que anteriormente já tinha sido responsável pelas  guitarras Dolphin.A Giannini tinha conseguido em 1990 uma licença para a fabricação das Fender no Brasil. O objetivo da fábrica americana era ter um fornecedor de violões tradicional, a quem pudesse confiar essa linha de instrumentos.Foi uma troca de interesses.

## A Fender em Portugal
Antes da Revolução de 25 de Abril, a Fender era representada em Portugal por uma casa de instrumentos, localizada em Lisboa, chamada Gouveia Machado. Depois da revolução, o dono da firma deixou o país e o comércio da Fender foi assegurado por um dos sócios, Jorge Sabino, que juntamente com João Salgueiro fundaram a loja Diapasão, também situada em Lisboa. Daqui partiam instrumentos musicais para todo o país. Em 2001, a Fender decidiu acabar com os distribuidores na Europa e abrir filiais em Espanha, França, Alemanha, Reino Unido e Escandinávia. As consequências foram maiores noutros países da Europa, como recorda João Salgueiro: "O representante da marca na Escandinávia, por exemplo, suicidou-se, e o representante britânico – costumava bater todos os recordes de vendas de guitarras na Europa – acabou por falir", concluiu.
Até 2007, em Portugal, foram registadas vendas anuais estimadas em mais de 6 000 guitarras, com maior incidência na loja Maestro, em Lisboa, considerada a principal cliente Fender portuguesa, que vende entre 1 500 a 2 000 guitarras por ano. Renato Gomes, ex-guitarrista profissional e membro fundador da mítica banda de rock UHF, é o representante da Fender em Portugal. O grupo Fender comporta um departamento denominado "Fábrica de Sonhos" que fabrica guitarras à medida das solicitações dos clientes, atingindo preços muito altos. Mas os modelos mais procurados em Portugal continuam a ser a Stratocaster e a Telecaster.